# Gorja de Zakros

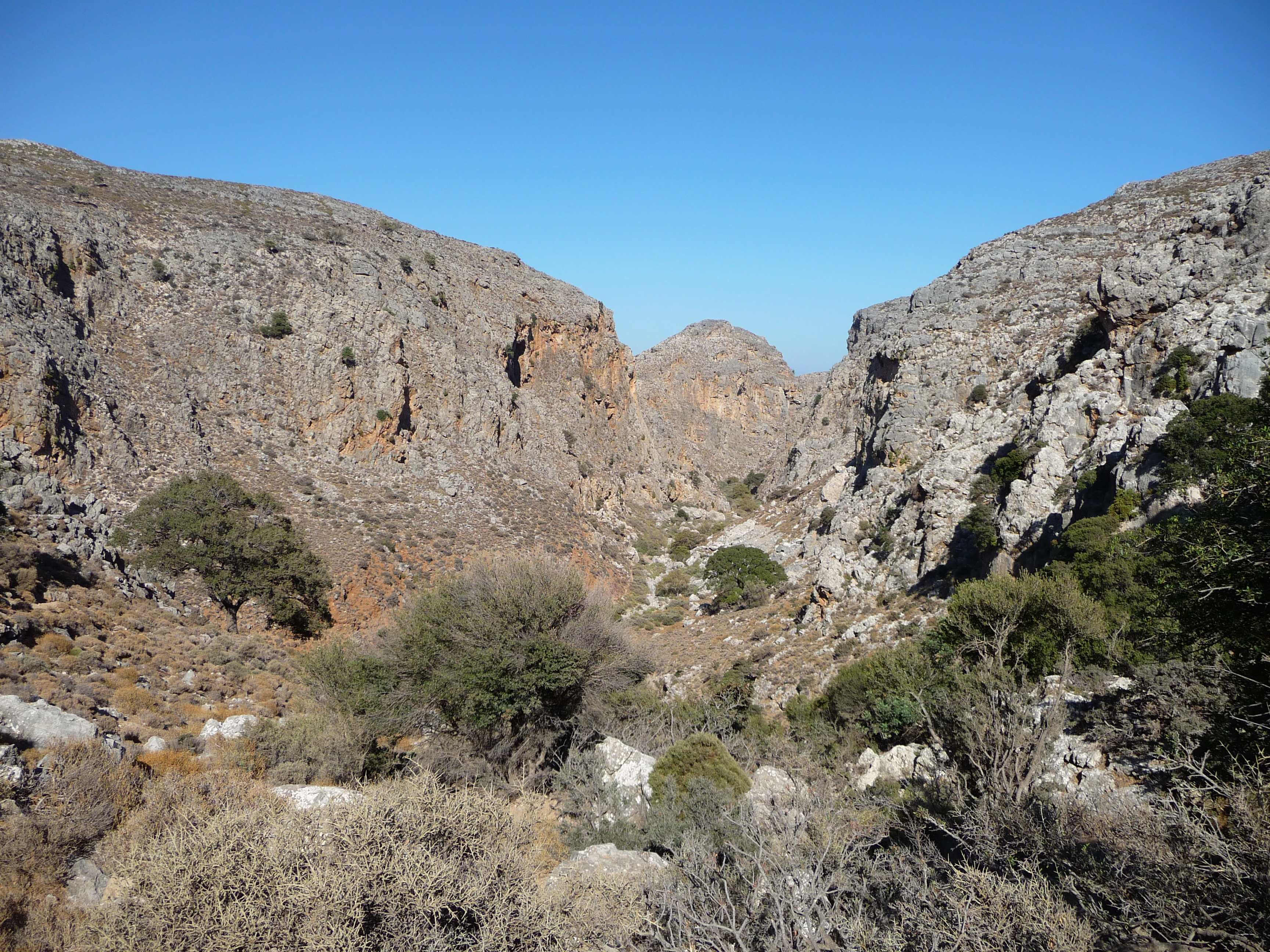
Gorja de Zakros

La Gorja de Zakros (grec Φαράγγι Ζάκρου [fa'ɾaɟi 'zakru]) és una gorja de 8 km que comença a poca distància del poble de Zakros i acaba a la platja de Kato Zakros, prop de la zona del jaciment minoic, a l'extrem est de l'illa de Creta, a uns 45 km a l'est de Sitia. La ruta de senderisme europea E4 passa per la gorja. No hi ha fonts d'aigua.
Hi ha coves amb tombes del període minoic, considerades de gran importància arqueològica.
Per això la gorja també és anomenada la "vall dels morts" (Φαράγγι Νεκρών).